# Marina San José
Pour les articles homonymes, voir Marina et San José.
Marina San José, née le 16 septembre 1983 à Madrid, est une actrice espagnole de théâtre, cinéma et télévision.

## Biographie
Marina San José est la fille d'Ana Belén et de Víctor Manuel.
De 2008 à 2012, elle est apparue dans 424 épisodes de la série Love in Difficult Times (Ana y Teresa - Amar en tiempos revueltos).

## Filmographie
- 1999 : Between Your Legs (Entre las piernas) : Azucena niña
- 2005 : Goede tijden, slechte tijden (série télévisée) : la gynécologue
- 2006 : Amistades peligrosas (série télévisée) : Laura
- 2009 : Paco (court métrage) : María del lunar apetecible
- 2011 : Edificio Ural (court métrage) : Laura
- 2008-2012 : Love in Difficult Times (série télévisée) : Ana Rivas
- 2012 : La que se avecina (série télévisée) : Alejandra Martínez
- 2013 : Sonata (court métrage)
- 2013 : Gran Reserva (série télévisée) : Ainhoa
- 2015 : De chica en chica : Blanca
- 2017 : Xyx (court métrage) : la femme